# Tour de l'Équateur
Le Tour de l'Équateur (en espagnol : Vuelta al Ecuador) est une course cycliste par étapes disputée en Équateur. Il a fait partie de l'UCI America Tour de 2007 à 2010 en catégorie 2.2. Bien que l'édition 2015 soit officiellement annulée en raison des risques d'éruption du volcan Cotopaxi, l'épreuve ne réapparait au calendrier national qu'au mois d'octobre 2018, après quatre ans d'absence, grâce au soutien financier du Secretaria del Deporte (Secrétariat des Sports équatorien). En 2019, la compétition est dans un premier temps annulée en raison de manifestations en Équateur. Cependant elle peut être reprogrammée en novembre de la même année. Elle perd toutefois l'agrément de l'UCI et redevient simple épreuve nationale. L'édition 2020 du Tour de l'Équateur retrouve le calendrier de l'UCI America Tour.

## Palmarès
| Année     | Vainqueur                | Deuxième                | Troisième            |
| --------- | ------------------------ | ----------------------- | -------------------- |
| 1966      | Hipólito Pozo            | Jaime Pozo              | Víctor Hugo Morales  |
| 1967      | Jaime Pozo               | Arnulfo Pozo            | José Miguel Villacís |
| 1968-1970 | Non disputé              | Non disputé             | Non disputé          |
| 1971      | Jaime Pozo               | Arnulfo Pozo            | Carlos Padilla       |
| 1972      | Jaime Pozo               | Rafael Aravena          | Arnulfo Pozo         |
| 1973      | Non disputé              | Non disputé             | Non disputé          |
| 1974      | Carlos Arturo Zapata     | Carlos Padilla          | Jaime Pozo           |
| 1975      | Carlos Montenegro        | Jorge Llumigusín        | Julio Imbacuán       |
| 1976      | Carlos Montenegro        | Omar Lugo               | Aníbal Gualagán      |
| 1977      | Hélvio Siqueira Barreto, | Carlos Montenegro       | Aníbal Gualagán      |
| 1978-1981 | Non disputé              | Non disputé             | Non disputé          |
| 1982      | Jorge Amable Vázquez     | Horacio Hernández       | Aníbal Gualagán      |
| 1983-1985 | Non disputé              | Non disputé             | Non disputé          |
| 1986      | Juan Carlos Rosero (en)  | Paulo Caicedo           | Estuardo Paillacho   |
| 1987      | Paulo Caicedo            | Pedro Rodríguez         | Horacio Hernández    |
| 1988      | Pedro Rodríguez          | Juan Carlos Rosero (en) | Estuardo Paillacho   |
| 1989      | Juan Carlos Rosero (en)  | Miller Reina            | Estuardo Paillacho   |
| 1990      | Pedro Rodríguez          | Juan Carlos Rosero (en) | Raúl Gómez           |
| 1991      | Pedro Rodríguez          | Juan Carlos Rosero (en) | Julio César Aguirre  |
| 1992      | Juan Carlos Rosero (en)  | Juan Castillo           | Pedro Rodríguez      |
| 1993      | Pedro Rodríguez          | Julio César Aguirre     | Jair Bernal          |
| 1994      | Paulo Caicedo            | Pedro Rodríguez         | Hugo Bolívar         |
| 1995      | Pedro Rodríguez          | Paulo Caicedo           | Héctor Chiles (de)   |
| 1996      | Non disputé              | Non disputé             | Non disputé          |
| 1997      | Héctor Chiles (de)       | Paulo Caicedo           | Walter Barco         |
| 1998-1999 | Non disputé              | Non disputé             | Non disputé          |
| 2000      | Julio Bernal             | Héctor Chiles (de)      | Ramiro Calpa         |
| 2001      | Héctor Chiles (de)       | Ramiro Calpa            | Armando Estacio      |
| 2002      | Héctor Chiles (de)       | José Luis Vanegas       | Erick Castaño        |
| 2003      | Franco Rodríguez         | Luis Espinosa           | Héctor Chiles (de)   |
| 2004      | Byron Guamá              | Armando Estacio         | Héctor Chiles (de)   |
| 2005      | Héctor Chiles (de)       | Franco Rodríguez        | Erick Castaño        |
| 2006      | Samuel Cabrera           | José Ruiz               | Jorge Gallegos       |
| 2007      | Alex Atapuma             | Jorge Gallegos          | José Sarmiento       |
| 2008      | Byron Guamá              | Alvaro Sierra           | Juan Montenegro      |
| 2009      | Fernando Camargo         | Segundo Navarrete       | Rafael Montiel       |
| 2010      | Byron Guamá              | Ramiro Calpa            | Alex Atapuma         |
| 2011      | Non-disputé              | Non-disputé             | Non-disputé          |
| 2012      | Byron Guamá              | Jorge Montenegro        | Segundo Navarrete    |
| 2013      | Freddy Montaña           | Richard Carapaz         | Juan Carlos Pozo     |
| 2014      | Juan Carlos Pozo         | Richard Carapaz         | Cleber Cuasquer      |
| 2015-2017 | Non disputé              | Non disputé             | Non disputé          |
| 2018      | Óscar Sevilla            | Robinson Chalapud       | Byron Guamá          |
| 2019      | Jorge Montenegro         | Segundo Navarrete       | Rubén Urbano         |
| 2020      | Santiago Montenegro      | Joel Burbano            | Harold Martín López  |
| 2021      | Steven Haro              | Anderson Paredes        | Byron Guamá          |
| 2022      | Robinson Chalapud        | Cristhian Montoya       | Santiago Montenegro  |
| 2023      | Robinson Chalapud        | Jorge Montenegro        | Santiago Montenegro  |
| 2024      | Richard Huera            | Óscar Sevilla           | Brayan Obando        |